# Макзирське сільське поселення
Макзи́рське сільське поселення (рос. Макзырское сельское поселение) — сільське поселення у складі Верхньокетського району Томської області Росії.
Адміністративний центр — селище Лисиця.
Населення сільського поселення становить 400 осіб (2019; 553 у 2010, 669 у 2002).

## Склад
До складу сільського поселення входять:
| Населений пункт | Населення, осіб (2002) | Населення, осіб (2010) |
| --------------- | ---------------------- | ---------------------- |
| Макзир, селище  | 205                    | 134                    |
| Лисиця, селище  | 494                    | 419                    |